# František Novotný (odbojář)
František Novotný (3. prosince 1912 Jeneček – 1. listopadu 1941 Koncentrační tábor Mauthausen) byl český komunistický odbojář v období druhé světové války a oběť nacismu.

## Život

### Před druhou světovou válkou
František Novotný se narodil 3. prosince 1912 v Jenečku nedaleko Prahy v rodině dělníka Josefa Novotného a Anny, rozené Žežulíkové. Matka mu zemřela krátce po jeho narození a otec musel v roce 1914 narukovat do c. a k. armády a odejít bojovat do první světové války, kdy se po zajetí, vstupu do Československých legií a absolvování Sibiřské anabáze vrátil až v roce 1920. František Novotný vyrůstal u otcovy nové manželky Marie, rozené Brabcové. Pracoval jako zámečník v pražské Waltrovce, byl aktivním fotbalistou, u hostivického fotbalového klubu působil od roku 1940 jako sekretář.

### Druhá světová válka
Po německé okupaci v březnu 1939 se František Novotný zapojil do komunistického protinacistického odboje. Za svou činnost byl 11. září 1941 zatčen gestapem a dne 1. listopadu téhož roku zahynul v koncentračním táboře Mauthausen.

## Posmrtná ocenění
- Po Františku Novotném byla v Hostivici pojmenována jedna z ulic[2]